# Microtus schidlovskii
Microtus schidlovskii е вид бозайник от семейство Хомякови (Cricetidae).

## Разпространение
Видът е разпространен в Армения, Грузия и Турция.